# Xiangfu (köpinghuvudort i Kina, Jiangxi Sheng, lat 28,47, long 115,43)
Xiangfu är en köpinghuvudort i Kina. Den ligger i provinsen Jiangxi, i den sydöstra delen av landet, omkring 50 kilometer sydväst om provinshuvudstaden Nanchang. Antalet invånare är 24 636. Befolkningen består av 11 648 kvinnor och 12 988 män. Barn under 15 år utgör 20,0 %, vuxna 15-64 år 72 %, och äldre över 65 år 6,0 %.
Runt Xiangfu är det tätbefolkat, med 331 invånare per kvadratkilometer. Närmaste större samhälle är Shigang, 19,3 km öster om Xiangfu. Trakten runt Xiangfu består till största delen av jordbruksmark.
Genomsnittlig årsnederbörd är 2 092 millimeter. Den regnigaste månaden är maj, med i genomsnitt 337 mm nederbörd, och den torraste är oktober, med 32 mm nederbörd.